# Digi Animal World
A DIGI Animal World a DIGI természettel foglalkozó ismeretterjesztő csatornája volt, amely 2012. december 28-án indult Magyarországon.
A DIGI mindhárom ismeretterjesztő csatornájának hangjai Kocsis Mariann és Viczián Ottó voltak.

## Előzményei
Magyarországon a DIGI nem tudott megállapodni a Discovery Communications-szel, ezért a Discovery birtokolta Animal Planet helyettesítésére indult el a csatorna.

## Témák és jellemzés
A DIGI Animal World állat- és növényvilággal kapcsolatos műsorokat sugárzott. 00:00-07:00 között műsorszünet volt. Magyarország és Románia egy adást nézett.
A DIGI Animal World reklámmentes volt. Az ajánlók és a szignálok egyaránt kétnyelvűek voltak.
Az adó 16:9-es képarányt használt, a HD és az SD változatban egyaránt. Románia korhatár-besorolását alkalmazta.
A DIGI Animal World adásblokkjainak ideje változó volt, legtöbbször 30 perces volt. Gyakran alkalmazták ezt a blokkot a 25 perces műsoroknál is, ilyenkor egy hosszabb, öt perces szünettel pótolták ki a maradék időt.
A csatorna magyar sugárzása 2022. szeptember 1-jén megszűnt a DIGI többi csatornájával együtt. Mivel a műsor kétnyelvű volt, a román változat azóta sem szűnt meg.

## Műsorkínálat

### Sorozatok
- 60 gyilkos
- 60 gyilkos – A Föld körül
- 360 gyilkos
- A cápa és az ember
- A csodálatos Afrika
- A csodálatos kutyadoki
- A csontok titkai
- A dél-kínai tigris megmentése
- Afrika állati bajnokai
- Afrika folyói
- Afrikai állatkert
- Afrikai történetek
- Afrika nemzeti parkjai
- Afrika természeti csodái
- Afrika vad szíve
- A holnap nyomában – Az állatvilág
- A jégkorszak óriásai
- A kihalás szélén
- Állati stratégiák
- Állati szülők!
- Állati találkozások
- Állati találmányok
- Állati tehetségek
- Állati tudományok
- Állatkórház a vadonban
- Állatmenhely Afrikában
- Állatmesék
- Állatok munkában
- Állatorvos a világ körül
- Állatorvosok a Kilimandzsárón
- Állattársak
- A lovak bűvöletében
- A nagy-hasadék
- A nagy-hasadékvölgy
- A nagymacskák vége
- Andy dinókalandjai
- Aprók naplója
- A ragadozók visszatérnek
- A Szahara titkos kertje
- A szibériai tigris mentőakció
- A természet közelről
- A titokzatos állati elme
- Ausztrália csodálatos nemzeti parkjai
- A vadak megszállottjai
- A vadonban Gordon Buchanannel
- A vadonban Jack Hannával
- A vadon árvái
- Az Aleut-szigetek – A viharok bölcsője
- Az állatok világa
- Az állatvilág csodái
- Az állatvilág táncművészei
- Az ember és a természetfeletti
- Az erdő titkai
- Az európai emlősök titokzatos élete
- Barney korallzátonya
- Bill Bailey a dzsungelben
- Bolygónk, a Föld
- Burmai expedíció
- David Attenborough és az evolúció csodái
- David Attenborough-val Afrikában
- Delfinek – Kémek a víz alatt
- DIGI Animal Klub
- Egy ágyban a farkasokkal
- Egyedül nem megy – Szövetségek az állatvilágban
- Egy nap a Földön
- Egy trapper Afrikában
- Elefántnapló
- Életmentő állatok
- Elrabolt élettér
- Emberfeletti állatvilág
- Emberséggel az állatokért
- Európa faunája
- Fokföld védelmezői
- Földi édenkertek
- Gepárd naplók
- Halálos tízes
- Harc Amazóniáért
- Hogyan működik a macska?
- Ifjú állatorvosok
- Ikonikus vadállatok
- Japán vadvilága
- Jó reggelt, Kalimantan!
- Kalandozás a Kalaháriban
- Kanada nemzeti parkjai
- Kelet-Európa vadvilága
- Kémek a pingvinfészekben
- Kemény kutyák, kemény fiúk
- Kenguru Dundee
- Kenyába költözünk
- Keresztül Afrikán
- Kihalni tilos
- Klímaváltozás – Párbeszéd az állatokkal
- Kölykök fogságban
- Különleges házi kedvencek
- Legendák földjén
- Legendás lovasok
- Légi állatmentők
- Matador
- Mezei nyúl, üregi nyúl
- Mikrovilágok
- Mindent az állatokról
- Mint hal a vízben
- Musztángok – A legenda tovább él
- Nagymacska-napló
- Nagyvadra megy a játék
- Naomi és a vadon bestiái
- Nem a kutya tehet róla
- Neptun birodalma
- Noé bárkájában
- Óceánok
- Orangután naplók
- Páviánmaffia
- Páviánvadászok
- Rendőrök lóháton
- S.O.S. Pingvin
- Szerelmes állatok
- Sztárkutya keresetik
- Született felfedező
- Tegyünk Afrikáért!
- Tengerentúli legendák
- Tengeri emlősök
- Tengeri legendák
- Tigris a háznál
- Tigris a háznál – Vissza a vadonba
- Tippivel a világ körül
- Tolvaj majmok
- Tom Hardy az orvvadászok ellen
- Túlélni a szárazságot
- Vadállat születik
- Vad Alaszka
- Vad Arábia
- Vadmacskák
- Vadnak születtek
- Változatos állatvilág
- Varázslatos hegyek
- Végzetes találkozások
- Vízi állatmentők
- Zárjuk be az állatkertet?

### Filmek
- A bécsi erdők – Zöld kincsek
- A Bodeni-tó – Közép-Európa smaragdzöld ékköve
- A boldog halak nyomában
- A bölények visszatérnek
- A búbos banka visszatér
- A cirkáló titkos élete
- A cseh erdő – Vadon Európa szívében
- A csend völgye
- A csodálatos békák
- A csodálatos óceán
- A dzanga gorillák birodalma
- A fa és a hangyák
- A farkasok visszatérnek
- A fehérfarkú rétisas története
- A Fekete hegy
- A fény határai
- A föld zarándoka
- Afrikai óriásölők
- Afrika szelíd óriásai
- A gólyák vándorútjai
- A hangyák bolygója
- A hegyi gorillák – Uganda gyengéd óriásai
- A hiúz, a tigris és a tengeri tehén
- A hollók völgye
- A hosszúszárnyú bálnák asztalánál
- A kalahári
- A kalahári szurikátái
- A Kanári-szigetek sárkányai
- A kétéltűek megmentése
- A kígyók földjén
- A kutyák titokzatos élete
- A lazacok világa
- A levegő fekete mágusai
- Állatgyűjtő körúton David Attenborough-val
- Állati bevándorlók
- Állati életek
- Állati építőmesterek
- Állati étkek
- Állati hódítók
- Állati otthonok
- Állati rajok
- Állati szerelmek
- Állati túlélők
- Állatkerti orvosok
- Állatkerti orvosok – Fogak, uszonyok és agyarak
- Állatkerti orvosok – Karmok, mancsok és uszonyok
- Állatok a golfpályán
- Állatokkal suttogó
- A leopárdok földjén
- A leopárdok varázsa – Egy szelet dél-Afrika
- Alsó-szászországi ravaszdik
- A macska
- A macskák titokzatos élete
- A magyar puszta – Az ürgétől a rackáig
- A másik Kalifornia
- A méhészborz
- A mélység óriásai
- A mexikói denevérember
- Amikor a kígyók harapnak
- A Montere-öböl csodája
- A mosómedvék
- A nagy bölény terelés
- A nagy fehér cápa
- A nagy kárókatona
- A nagy kutyakiállítás
- A nagyorrú majmok hazája
- A nagy rózsaszín S
- A nagy sivatag nagy vándorai
- A nagy vándorlás
- Anakondák és kajmánok – Viszály a mocsár szívében
- A nápolyi falka
- Antarktisz, a jég sivataga
- A nyúl és a nap meséje
- A paratölgyerdők világa
- A pávián háreme
- A perui delfingyilkosok
- A poszméhek titokzatos élete
- Appalachia – A végtelen erdőség
- A puhatestűek titokzatos világa
- A rákok titokzatos világa
- A rejtélyes afrikai törpeelefánt
- A rejtélyes foltos szalamandra
- A rejtőzködő fekete gólya
- Árnyékvadászok – A legveszélyesebb skorpiók nyomában
- A Schönbrunni Noé bárkája – A világ első állatkertje
- A Sváb Alpok a vándorsólyom szemével
- A szalamandra éjszakája
- A szamarak szigete
- A szavanna kölykei
- A szavanna titánjai
- A szavanna világa
- A szellem medve
- A szellemmedvék nyomában
- A szerelem és a halál éjszakája
- A sziget
- A sziklás-hegység vadlovai
- Asszám varázslatos fái
- A tarvarjak vándorlása
- A tarvarjú visszatér
- A tengerek hangjai
- A termeszek titokzatos birodalma
- A természet házasságközvetítői
- A természet ősatyái
- A természet palotája
- A természet svindlerei
- A Teuroburg vaddisznói
- A tigrisek visszatérése
- A titokzatos Adria
- Attenborough nagy madarai
- Attenborough paradicsommadarai
- A vadon árvái
- A vadon felfedezése
- A vadon rejtekén Vincent Muinier-vel
- A vadon szívében
- A vasfüggöny – Az élet határai
- A verebek bolygója
- A vidra nyomában
- A vidrák rejtélyes világa
- A Viktória vízesés
- A völgy a határon – A Thayatal Nemzeti Park
- A Westerwald repülő ékkövei
- Az abesszin farkas
- Az acél város, az élő város
- Az apró ragadozó – Az ismeretlen vízicickány
- Az állatok beszéde
- Az állatvilág mestertolvajai
- Az Alpok génkészlete
- Az Alpok hercege
- Az Alpok kincse – A Hohe Tauern Nemzeti Park
- Az Alpok – Vadon Európa szívében
- Az antarktiszi bálnák nyomában
- Az ártéri erdő titkai – A Duna-Ártér Nemzeti Park
- Az elfeledett orrszarvú
- Az én Kongóm
- Az erdő sűrűjében
- Az igazi Bambi – A gímszarvas
- Az inuitok földjén
- Az istenek hírnökei – Lepkék – Élet nappal és este
- Az istenek kertje
- Az izzó tenger
- Az óceánok bolygója
- Az óceánok ragadozói
- Az óceánok világa – A kardszárnyú delfinek birodalma
- Az óceánok világa – Az ámbráscetek oázisa
- Az óceán urai
- Azok a csodálatos rozmárok
- Az óriásdenevérek földje
- Az óriáspolipok birodalma
- Az Orchidea-sziget csodái
- Az ormányos medvék
- Az orrszarvú háború
- Az orrszarvúk hazatérnek
- Az utolsó fehér zsiráf
- Bagoly – Odüsszeia
- Balapan, az altáj szárnya
- Barátság az élővilágban
- Békák végveszélyben
- Bolygónk, a Föld – A kulisszák mögött
- Borzok Rügen-szigetén
- Boszorkánykör és kígyómarás
- Bozótlesen
- Bőregerek közelről
- Buddha óriásai
- Cápák
- Cápák és homárok
- Cápák és krokodilok
- Celebesz hírnökei
- Cetcápák
- Cetek és emberek
- Cicanaplók
- Charles Darwin és az élet fája
- Csimpánzok a kamera mögött
- Delfinekkel suttogó
- De menő a természet!
- Devon borzai
- DIGI Animal Klub – Válogatás
- Dinoszauruszok – Harc az életért
- Dzsungel a Rajna mentén
- Egy év a sünökkel
- Egy év a vadonban
- Egy farm újjászületése
- Egy tigris története
- Éjszakázz az állatkertben!
- Elárvult medvebocsok
- Elefántcsalád
- Elefántcsont lovagok
- Elefántfóka-akció
- Elefántok – A hosszú hazaút
- Élet a királynőért
- Élet a lagúnában
- Élet a páviánokkal
- Élet a víz alatt
- Élet az Alpok tetején
- Élet az Antarktiszon
- Elképesztő barátságok
- Emberevő tigrisek
- Emberszabásúak az ember markában
- Építsünk korallzátonyt!
- Erdők az osztrák Alpokban
- Érintetlen Costa Rica
- Farkasvadászok
- Fekete mamba – A halál csókja
- Felfedezőúton a kertben
- Fu Long, a kis panda
- Fuss az életedért!
- Fürge lábak, tapsifülek
- Gesause – Az üvöltő hegy
- Gigantikus állatok
- Gorillák – Utazás a túlélésért
- Görbe csőrű harcosok
- Grizzlyk: A Yellowstone nagymedvéi
- Gyilkos bálnák – Mítosz és valóság
- Halálos tánc az óceán mélyén
- Halbiznisz – Az utolsó fogás
- Hangyainvázió
- Hangyák
- Harc a túlélésért
- Ha támad a cápa
- Határvidék – Megosztott természet
- Határtalan folyók
- Hátborzongató tengeri szörnyek
- Hawaii, a bálnák édenkertje
- Hiénák
- Hihetetlen Hulik hódjai
- Hogyan fogjunk krokodilt?
- Horvátország csodálatos árterei
- Hotel leguán
- Idegenek a mélyből
- Imádnivaló őslények – A görög teknős
- Izland – Az istenek hazája
- Jaglavak, a rovarok hercege
- Jaguárok – Vissza a vadonba
- Jávorszarvasok a völgyben
- Jegesmedvék között
- Kaland az őserdőben – Gorillák között
- Karácsony a szavannán
- Katonás állatvilág
- Keselyűk – A csodálatos szörnyetegek
- Kígyók a paradicsomban
- Kincset érő állatok
- Kis kerubok a köd rejtekében – A vörös panda
- Kis madarak, nagy tudósok
- Kivételes ragadozók – Ismeretlen cápák
- Komodó urai
- Kórház az ég urainak
- Krokodilok, maják, sámánok
- Krokodilvadászok
- Különcködők
- Laosz, a természet csodái
- Leltár az afrikai vadonban
- Lionsrock: Az oroszlánok visszatérnek
- Litvánia vadvilága
- Lobo: A farkas, aki megváltoztatta Amerikát
- Louis Theroux Los Angeles-i történetei: A kutyák városa
- Mabeke, a gorilla különös kalandjai
- Madagaszkár – A makik birodalma
- Madár határok nélkül
- Madár határok nélkül – A koreai kanalasgémek
- Madárlesen Németországban
- Madártávlatból – 3D
- Magas Tátra
- Majompapák
- Majomparádé
- Makik a kőerdőben
- Malawi és a csillagok tava
- Mesék a bécsi erdőkből
- Mesék a medvék birodalmából
- Metamorfózis – A változás tudománya
- Mézgyűjtés Nepálban
- Mi öli meg a méheinket?
- Mit művelünk a kutyáinkkal?
- Namaqualand
- Napravágyó teremtmények
- Németország vadvilága – Élet a vasfüggöny helyén
- Nock – Föld a felhők fölött
- Nyomozás az elefántok földjén
- Óceánok találkozása
- Orángutánok – A nagy hazatérés
- Óriáshegyek az óceán mélyén
- Óriások végveszélyben – Harc a bálnákért
- Oroszlán a kertek alatt
- Osnabrück és környéke
- Özönvíz a vadonban
- Panama denevérasszonyai
- Panda bölcsőde
- Pelikánok és vízibivalyok tava
- Penyu-penyu – A Celebesz-tenger teknősei
- Pandabocsok
- Patagónia vadvilága
- Pielach – Az alacsony Alpok kertjében
- Piperkőc állatok
- Plankton világ
- Pumák nyomában
- Práter, a zöld stadion
- Radioaktív farkasok
- Rani hercegnő, az elefánt
- Rénszarvas lányok
- Róka-sztori
- Románia vadvilága
- Rozmár – A kéttonnás nagyágyú
- Sakálok Afrikán kívül
- Sasok és farkasok Brandenburgban
- Segítség, hód a szomszédom!
- Siklók és viperák
- Skorpiók – A nyolc lábú halálosztók
- Sötétben – Az éjszaka világa
- Sötétedés után
- Sri Lanka – Az elefántok szigete
- Swala Pala, a kis impala
- Sylt – Édenkert északon
- Szabadon az állatkertben
- Szafari az orrszarvúk földjén
- Szászországi farkasok
- Száz éve érintetlenül
- Szellem macska – A ködfoltos párduc megmentése
- Szerelem a tenger alatt
- Szibéria kutyafuttában
- Szibéria túlélői: Két róka története
- Színpompás állatvilág
- Színpompás sárkányok
- Színpompás természet
- Szörfösök a cápák között
- Szupercuki állatok
- Szurikáták – Egy állati szupersztár titkai
- Született úszók
- Thaiföld vadvilága
- Tigriscápák között
- Tigrismesék
- Titusz, a gorillakirály
- Totemállatok
- Tökéletes ebek
- Törődés egy életen át
- Trópusi gótika
- Túlélni az aszályt
- Új kölyök az állatkertben
- Új-Zéland vadvilága
- Umbria – Egy roncs újjászületése
- Ürgék a kifutópályán
- Vadállatok emberközelben
- Vadállatok vándorúton
- Vadászat fényképezőgéppel
- Vadász és kutyája
- Vadásznak születtek
- Vaddisznók Berlinben
- Vadkaland
- Vadmacskák
- Vadon a Karib tengeren – Kuba
- Vadon a nagyvárosban
- Vadon Hamburgban
- Vadon transzport
- Vad szárnyak
- Vadvilág a tündérvölgyben
- Varázslatos baglyok
- Varázslatos hegységek
- Varázslatos mocsarak – A Südheide nemzeti park
- Városi madarak
- Vendégségben gorilláéknál
- Vérszívók
- Veszélyben a madárdal
- Veszélyesek és gyönyörűek – A medúzák
- Veszélyes utakon – Elefántok az aknamezőkön
- Veszélyes vizeken
- Viszlát, Fu Long!
- Vivian Bristow – Főszerepben a vadak
- Vízilovak testközelből
- Víz alatt a krokodilokkal
- Zugspitze – Az ellentétek hegye
- Zsákmányszerzők

## Társcsatornák
- Digi Life
- Digi World
- Digi Sport 1
- Digi Sport 2
- Digi Sport 3
- Film Now
- Digi Info
- Digi 24
- Music Channel
- H!T Music Channel